# الحل رومانسي (ألبوم)
الحل رومانسي هو الألبوم الثاني لفرقة مشروع ليلى وصدر في 29 تموز/يوليو 2011 وقد تكونّ الألبوم من ست أغاني. وهو ألبوم قصير (EP) يحتوي على أغاني مكملة للألبوم الأول مشروع ليلى.

## خلفية
ألبوم الحل رومانسي تروي أغانيه قصص عدد من الأشخاص يتخدون غرفة نوم غير مرتبة مسرحا لها، حيث الشراشف المبعثرة والسجاد المليء بالبقع ورف غني بالكتب، في حين يسمع عاشقان شابان يحاولان البقاء على قيد الحياة في المدينة موسيقى وثريا من مشغّل فينيل مليء بالصدأ.
وفي حديث صحفي قال مغني الفرقة حامد سنو أن الألبوم شخصي جدا بالنسبة إلى "مشروع ليلى لأنه يمثل تحويل كل ما اكتسبه أعضاء الفريق موسيقيا على مدى سنتين إلى أغان شخصية.

## الأغاني
جميع الأغاني من تأليف مشروع ليلى. 
| 1. | "المقدمة"      | 2:30 |
| 2. | "حبيبي"        | 3:43 |
| 3. | "اني منيح"     | 3:23 |
| 4. | "ام الجاكيت"   | 3:00 |
| 5. | "وجيه"         | 3:30 |
| 6. | "الحل رومانسي" | 3:45 |